# Avstrijska hokejska liga
Avstrijsko hokejsko prvenstvo (nemško: Österreichische Eishockeymeisterschaft, uradno ICE Hockey League oz. IceHL, med letoma 2004 in 2020 Erste Bank Eishockey Liga oz. EBEL) se odvija vsako leto vse od leta 1923. Od takrat poteka s spreminjajočimi modeli in števili udeležencev. Med letoma 1939 in 1945 (ter leta 1936) se ni odvilo nobeno prvenstvo. Med 2. svetovno vojno so namreč avstrijska moštva igrala v nemški ligi, zato imata tudi WEV in EK Engelmann Wien po en naslov nemških prvakov. Najvišja raven lige je IceHL, v katero se je v sezoni 2006/07 vključil tudi slovenski klub Acroni Jesenice. Širjenje se je nadaljevalo tudi naslednjo sezono - priključila sta se slovenska Tilia Olimpija in madžarska Alba Volán. V sezoni 2009/10 v ligi sodeluje tudi hrvaški klub KHL Medveščak, ki je nadomestil HC TWK Innsbruck, ki je marca 2009 iz lige izstopil zaradi finančnih težav. V sezoni 2011/12 je ligi pridružilo še češko moštvo Orli Znojmo, v 2012/13 pa HC TWK Innsbruck‎ in EC Dornbirn‎, Acroni Jesenice pa so zaradi finančnih težav ligo zapustile, v 2012/13 je ligo zapustil tudi Medveščak zaradi nastopanja v ligi KHL, nadomestil ga je prvi italijanski klub HC Bolzano. Trenutno je tako v Ligi EBEL 12 moštev. Druga raven se imenuje INL in je od sezone 2012/13 tudi mednarodna liga. Tretja raven se imenuje Višja liga (nemško: Oberliga), v njej igrajo 4 klubi. Prav tako v sklopu Avstrijske hokejske lige poteka tudi Damska hokejska liga.

## Hokejska liga Erste Bank
Hokejska liga Erste Bank je najvišja hokejska liga v Avstriji, Sloveniji in na Madžarskem. Poimenovana je po generalnem sponzorju, banki Erste Bank, ki je podružnica banke Sparkasse. S sezono 2006/07 se je ligi pridružila slovenska ekipa Acroni Jesenice. Širjenje lige se je nadaljevalo tudi naslednjo sezono, pridružila sta se slovenska Tilia Olimpija in madžarska Alba Volán Szekesfehervar. V sezoni 2011/12 je ligi pridružilo še češko moštvo Orli Znojmo, v 2012/13 pa HC TWK Innsbruck‎ in EC Dornbirn‎, Acroni Jesenice pa so zaradi finančnih težav ligo zapustile, v 2012/13 je ligo zapustil tudi Medveščak zaradi nastopanja v ligi KHL, nadomestil ga je HC Bolzano, s čimer se je liga prvič razširila tudi na Italijo. Trenutno je tako v Ligi EBEL 14 moštev. Od leta 2006 poteka vsako leto tudi KELLY'S All-Star tekma. 

### Klubi iz Avstrije
- EHC Black Wings Linz (Linz)
- Graz 99ers (Gradec)
- EC KAC (Celovec)
- EC Red Bull Salzburg (Salzburg)
- Vienna Capitals (Dunaj)
- VSV EC (Beljak)
- HC TWK Innsbruck (Innsbruck)
- EC Dornbirn‎ (Dornbirn‎)

### Klub iz Slovenije
- HK SŽ Olimpija (Ljubljana)

### Klub iz Madžarske
- Alba Volán Székesfehérvár (Székesfehérvár)

### Kluba iz Italije
- HC Bolzano (Bolzano)
- HC Pustertal (Bruneck)

### Klub iz Slovaške
- Bratislava Capitals (Bratislava)

### Vidnejši nekdanji klubi
- KHL Medveščak (Zagreb)
- HK Acroni Jesenice (Jesenice)
- HDD Olimpija (Ljubljana)
- VEU Feldkirch (Feldkirch)
- EC Wien (Dunaj)
- Wiener Eislauf-Verein (Dunaj)

### Model tekmovanja
Hokejska liga Erste Bank (ali Liga EBEL) se je začela 18. septembra 2008 s prvim kolom rednega dela lige. Redni del sestoji iz 54 kol, kar pomeni, da se vsako moštvo sreča z vsakim šestkrat (trikrat na domačem terenu in trikrat v gosteh). Vmesni del med rednim delom in končnico, kot se je odvil v sezoni 2007/08, je v sezoni 2008/09 ukinjen. V končnico napreduje osem najboljših ekip po rednem delu. Vsi dvoboji končnice se igrajo po modelu Best-of-seven, kar pomeni, da se igra največ sedem tekem oziroma na štiri zmage. Možnost ene tekme na domačem terenu več imajo ekipe, ki so bile bolje uvrščene po rednem delu. Tako imajo ta privilegij v četrtfinalu vse ekipe z uvrstitvijo do 4. mesta, naprej pa tisto moštvo z boljšo uvrstitvijo iz rednega dela kot nasprotnik. 
Neavstrijska moštva normalno igrajo v končnici, a ne morejo osvojiti naslova Avstrijski prvak v hokeju na ledu. Neavstrijsko moštvo v primeru zmage prejme naslov Prvak Lige EBEL. Prav tako lahko neavstrijska moštva osvojijo naslov slovenskega oziroma madžarskega prvaka, o čemer pa ne odloča uvrstitev v Ligi EBEL. V primeru zmage neavstrijskega moštva prejme naslov avstrijskega prvaka v hokeju na ledu najbolje uvrščena avstrijska ekipa. Tako se od sezone 2003/04 podeljujeta dva pokala - pokal Lige EBEL (od EBEL) in pokal avstrijskega prvaka v hokeju na ledu (od ÖEHV). 

### Medijska pokritost

#### Televizija
RTV Slovenija in Pop TV prikazujeta najpomembnejše trenutke tekem na poročilih, prenosi tekem na RTV Slovenija so zgolj občasni (odmevnejše tekme), medtem ko so prenosi skoraj vsakega kola lige na plačljivem kanalu Šport TV, včasih tudi na Športklub. 
Zunaj Slovenije prenaša po tekmo na kolo nemški medijski koncern Premiere. Avstrijski kanal ORF predvaja povzetke tekem v večernem programu, po novem pa tudi Hokejski magazin ob vikendih.